# Eurovia
Eurovia este o companie specializată în domeniul construcțiilor civile, parte a grupului VINCI.
Prezentă în 16 state și beneficiind de 330 de centre de lucru și 800 de locații de producție industrială a materialelor de construcții și agregate pentru drumuri, compania are peste 38.000 de angajați și a înregistrat în 2005 o cifră de afaceri de 6,5 miliarde de euro.
Grupul Vinci a fost creat în 1899 și desfășoară activitate în construcții și servicii conexe.
În România, Eurovia deține companiile Viarom Construct, preluată în noiembrie 2006,
și Han Group, preluată în decembrie 2008.
Viarom este specializată în domeniul lucrărilor de construcții de drumuri, al intermedierilor în comerțul cu materiale de construcții și în cel al utilajelor și mijloacelor de transport.
Compania Han Group este activă, în principal, pe piața lucrărilor de construcții de drumuri și autostrăzi.
Societatea activează, de asemenea, pe piața mixturilor asfaltice.